# Miguel Fernández Martín
Miguel Fernández Martín (Granada, 1950) és un poeta i escriptor espanyol en castellà i en esperanto.

## Escriptor i poeta
Miguel Fernández va estudiar a la Universitat Politècnica de Madrid i des de 1968 viu a Madrid. També va estudiar solfeig i cant. El 1980 va aprendre la llengua auxiliar internacional esperanto i des d'aquell moment va destacar en la creació literària. Pel que fa a les seves influències, en una entrevista amb Antonio Valén el 1993, citava autors com Mikhalski, Rossi, Nervi, Neves, William Auld i Vicente Aleixandre. Les seves primeres obres van surtir publicades a la revista Nia voĉo de la Madrida Esperanto-Liceo, entitat on també va donar classes de literatura. Miguel Fernández és l'iniciador de les Festes Líriques de la Federació Espanyola d'Esperanto i, amb Ana Manero, de l'espectacle Vivu la Teatro. També és autor de diversos espectacles poético-musicals amb l'enginyer i compositor Pedro Vilarroig.

### La Ibera Skolo
La seva faceta més coneguda és la de cofundador de l'escola ibèrica (lbera Skolo o Ibera Grupo) d'escriptors en esperanto, juntament amb altres autors de la península Ibèrica, com Jorge Camacho, Liven Dek (Miguel Gutiérrez) o Gonçalo Neves, considerats tots ells discípuls de Fernando de Diego. Altres components del grup són Ricardo F. Albert Reyna, Alberto Franco, Hèctor Alòs i Font, Abel Montagut, Joxemari Sarasua i Antonio Valén. En aquest context, Miguel Fernández és conegut per la temàtica amorosa de les seves poesies originals, així com per les seves traduccions de Federico García Lorca i Miguel Hernández a l'esperanto. Les obres d'aquest grup han tingut una gran influència a la literatura esperantista i han estat recollides en diferents antologies. Així, divuit dels poemes d'Ibere Libere van ser musicalitzats per Eduard Vargas Gutiérrez a la seva obra Vulkano (1994), fent servir fins a 20 instruments musicals diferents. A més, els textos de Miguel Fernández agrupats a "La Profil' de Viaj Spuroj" serveixen com a base del text de la cantata del mateix nom del compositor Pedro Vilarroig. D'altra banda, alguns poemes de Miguel Fernández apareixen a l'enciclopèdia de la literatura original en esperanto Concise Encyclopedia of the Original Literature of Esperanto, 1887-2007, de Geoffrey Sutton. El 2014 el seu conte "Du gardenioj" va ser traduït al suec per Leif Nordenstorm i Sten Johanssonal a Söka bostad i storstaden (Buscar allotjament a la gran ciutat), una antologia de 29 escriptors en esperanto, on també hi participen Jorge Camacho i Liven Dek.

### Poesia compromesa i revolucionària
El 13 de desembre de 2013 Miguel Fernández va participar a Barcelona als actes en commemoració de la Diada de l'Esperanto organitzats per l'Associació Catalana d'Esperanto, on va presentar una monumental antologia de poesia compromesa, social i revolucionària 'Poezio, armilo sargita per futuro' (Poesia, una arma carregada de futur). Aquesta obra, que ha estat presentada també a altres ciutats, com Saragossa o Madrid, inclou autors com Federico García Lorca, Dámaso Alonso, Vicente Aleixandre, Emilio Prados, Manuel Altolaguirre, Jorge Guillén, Carmen Conde, Miguel Hernández, Pedro Garfias, León Felipe, Pablo Neruda, Blas de Otero, Ángel González, Jaime Gil de Biedma, José Luis Sampedro, Chicho Sánchez Ferlosio, Rafael Alberti, Walt Whitman, José Agustín Goytisolo, Marcos Ana, Gabriel Celaya, Eduardo Galeano o José Antonio Labordeta. A més de la majoria de les traduccions, Miguel Fernández és també l'autor de diversos assajos sobre els diferents autors de l'antologia, així com sobre el context històric de la guerra civil i el franquisme, que completen l'obra.

### Militància anarquista
Políticament, Miguel Fernández és membre destacat de diverses associacions d'esquerres, com Izquierda y Esperanto o l'Associació Anacionalista Mundial (SAT), essent particularment actiu a la fracció llibertària d'aquesta darrera entitat. És en aquest marc que cal entendre la publicació de l'antologia de poesia compromesa i revolucionària, així com l'antologia d'autors anarquistes publicada el 2014 i que inclou autors com Anselmo Lorenzo, Max Nettlau, Federica Montseny o Dolors Marin. Miguel Fernández va tenir un rol molt actiu a l'organització del congrés del SAT celebrat a Madrid el 2013, traduint-hi diversos assajos de Félix Rodrigo Mora i Prado Esteban. A més, l'escriptor andalús participa sovint a La Hora Impía, programa de temàtica àcrata, llibertària i anticlerical de Radio Vallecas.
Des de fa anys Miguel Fernández és un actiu col·laborador a diverses revistes de literatura. En l'actualitat, les seves contribucions apareixen principalment a Sennaciulo, Sennacieca Revuo, Boletín i Beletra Almanako. També és orador habitual en conferències i congressos sobre poesia i literatura. Ha guanyat diversos premis per les seves obres originals als Jocs Florals Internacionals i als Belartaj Konkursoj, les competicions literàries als congressos mundials d'esperanto, les quals presideix des de 2017.

## Obres

### Traduccions
- Sanga nupto / La domo de Bernarda Alba, de Federico García Lorca. Madrid: Ediciones La Misma, 1987
- La blua hundo, de Guillermo Osorio
- Poeto de l' popolo, de Miguel Hernández. Valencia, Grupo Esperanto de Valencia, D.L. 1988
- Poezio, armilo sargita per futuro, de diversos autors, SATeH, 2013
- Memorindaj anarkiistoj kaj anarkiisma esperantismo, de diversos autors, SATeH, 2014
- Bohemiaj lumoj, de Valle-Inclán, Madrida Esperanto-Liceo, 2016
- Nova mondo en niaj koroj. Antologia de poesia crítica contemporània, de diversos autors, Calumnia Edicions, 2016
- La defio vivi kaj krei. Monòleg de Fernando J. López i guió de Un chien andalou de Luis Buñuel, Liberanimo, 2017
- Tagoj kaj ruinoj, diari als camps de concentració francesos de Jaume Grau, SATeH, 2017

### Originals
- Ibere libere. Poemari amb Camacho, Neves i Liven Dek. Viena: Pro Esperanto, 1993
- El miaj sonoraj soloj: poemoj 1992-1995. Viena IEM. Zaragoza: Sociedad Cooperativa Librería General, 1996

- Sur la spuroj de Federico García Lorca. Santiago de Compostela: Servicio de Publicacions e Intercambio Científico da Universidade de Santiago de Compostela 1, 1996
- Ekstremoj. Col·lecció de narracions curtes, amb Camacho, Neves i Liven Dek. Viena IEM. Zaragoza: Sociedad Cooperativa Librería General, 1996
- Konfesinde: ni vivis kaj plu vivas (La Ibera Grupo: dudek jaroj da amikeco kaj kreado), 2012
- La vorto kaj la vento. Rakonta koliero. Novjorko: Mondial, 2016
- Rev-ene, antologia poètica, SAT, 2018